# Mitologia inca
Localitzada al Cusco, al Perú, la mitologia inca estava formada per una sèrie de llegendes i mites de la religió politeista de l'Imperi Inca.
Als seus déus, el poble inca els retia culte i sacrificis, de la mateixa manera que en altres mitologies. Alguns noms de déus es repetien o es deien igual a diferents províncies del poble inca. Més endavant, tots aquests noms s'unificaren i formaren el que s'anomena panteó inca de divinitats.
Els inques feien servir la ciència de la cosmologia juntament amb els seus rituals i, pel que s'ha descobert, havien desenvolupat mètodes molt avançats d'observació de les estrelles, períodes temporals, etc.

## Principals déus inques
- Viracocha: Déu creador
- Inti: Déu del sol
- Mama Quilla: Deessa de la Lluna, protectora de les dones.
- Pacha Mama: Deessa de la terra i de la fertilitat agrícola
- Mama Sara: Deessa de l'aliment.
- Pachacamac: Déu creador a la costa.
- Mama Cocha: Deessa del mar.
- Illapa: Déu del llamp i el llampec.